# Eragrostis patula
Eragrostis patula är en gräsart som först beskrevs av Carl Sigismund Kunth, och fick sitt nu gällande namn av Ernst Gottlieb von Steudel. Eragrostis patula ingår i släktet kärleksgrässläktet, och familjen gräs. Inga underarter finns listade i Catalogue of Life.